# Accidente del Madrid Arena de 2012
La tragedia del pabellón Madrid Arena fue un suceso acontecido la madrugada del 1 de noviembre de 2012 en el pabellón Madrid Arena, propiedad del Ayuntamiento de Madrid, en el que fallecieron cinco chicas durante una macrofiesta de Halloween protagonizada por el DJ Steve Aoki. Rocío Oña, Cristina Arce y Katia Esteban, todas de 18 años, fallecieron esa misma noche en el recinto, mientras que la menor Belén Langdon de 17 años y María Teresa Alonso de 20 años lo hicieron en el hospital una y cuatro semanas más tarde, respectivamente.
A raíz de este suceso salieron a la luz múltiples irregularidades entre la empresa promotora de la macrofiesta Diviertt y el Ayuntamiento de Madrid (gobernado aquel entonces por el Partido Popular con Ana Botella de alcaldesa), si bien la causa fundamental de la tragedia fue el exceso de aforo y la apertura de un portón de carga que, al ser utilizado súbitamente por miles de jóvenes ante la actuación de Aoki, saturó la pista central y sus pasillos de evacuación, provocando en uno de ellos la avalancha humana que, poco antes de las 4 de la mañana, terminaría con la vida de las cinco jóvenes. 
El principal acusado por el caso es Miguel Ángel Flores, empresario de eventos y dueño de la empresa Diviertt, promotora de la macrofiesta; si bien también se le achaca una gran responsabilidad a la empresa Seguriber que, contratada por el ayuntamiento, gestionaba esa noche la seguridad del recinto. En los alrededores del Madrid Arena hubo también un enorme macrobotellón que no fue controlado por la policía municipal. Los servicios sanitarios en el pabellón eran prácticamente inexistentes.
Cuando la instrucción del caso afrontaba su fase final, el número de imputados era de 24, entre los que se encuentran varios responsables políticos del ayuntamiento de Madrid, como los concejales Antonio de Guindos y Fátima Núñez y el inspector jefe de la policía municipal, Emilio Monteagudo. A pesar de lo publicado en las primeras semanas, el concejal Pedro Calvo, máximo responsable del recinto municipal como delegado del área de economía, no fue imputado, pero sí fue la primera víctima política del caso al presentar su dimisión como miembro del Gobierno municipal, si bien mantuvo su acta de concejal del PP. También dimitieron el vicealcalde Miguel Ángel Villanueva, entre sospechas de favoritismo a Flores, y el propio De Guindos. Ambos dejaron definitivamente el ayuntamiento de Madrid. Fátima Núñez dejó toda responsabilidad sobre la Policía Municipal y fue nombrada concejal presidente del distrito de Carabanchel. 
El ayuntamiento de Madrid celebró una comisión de investigación sobre el caso cuyas conclusiones fueron aprobadas con el voto en solitario del PP, y los noes de PSOE, Izquierda Unida y UPyD. Previamente, Izquierda Unida decidió no participar en esa comisión. El Partido Popular vetó la comparecencia de la alcaldesa en la investigación interna, así como la comparecencia de varios técnicos y funcionarios municipales solicitada por PSOE y UPyD.
La alcaldesa Ana Botella también contrató a un bufete de abogados privado para personarse en la acusación particular del caso, a pesar de contar con la asesoría jurídica propia del ayuntamiento.

## Suceso
En la noche del 31 de octubre al 1 de noviembre de 2012 se celebró una macrofiesta de Halloween «Thriller Music Park» en el pabellón Madrid Arena. En ella hubo una sesión de música electrónica y el plato fuerte de la noche era el DJ Steve Aoki.
Poco después de las 3:30 de la madrugada se produjo un taponamiento en uno de los pasillos de evacuación de la pista, quedando aplastadas varias personas, entre ellas las cinco fallecidas. 
La macrofiesta continuó hasta las 06:30, ya que la policía decidió no intervenir para evitar escenas de pánico o protestas que hubiesen devenido en una tragedia mayor.

### Investigación del caso
En un principio, el vicealcalde de Madrid Miguel Ángel Villanueva señaló el lanzamiento de una bengala (pirotecnia) dentro del pabellón como posible causa, y negó que hubiera exceso de aforo. Esta hipótesis fue descartada a los pocos días ya que gracias a una grabación, se pudo verificar que la bengala se encendió 20 minutos después de la avalancha mortal. Con el paso del tiempo quedó claro que el exceso de aforo en el Madrid Arena era evidente, sin que además hubiese ningún tipo de control interior sobre flujo de personas por los tres niveles del recinto. Al llegar la actuación de Aoki, la pista central ya se encontraba saturada, y en aquel momento los responsables de seguridad del recinto abrieron un portón de carga, no destinado al público, que daba acceso rápido e inmediato a ella. La consecuencia fue una aglomeración insoportable que derivó a los pasillos de salida de la pista, algunos de ellos inutilizados por la organización del macroconcierto. En uno de esos pasillos se produjo la avalancha mortal. 
La propia configuración del recinto, cuya pista central está diseñada para la práctica profesional de deportes como el tenis, el baloncesto o el balonmano y no para macrofiestas, lleva a la confusión sobre cuál es su aforo legal para un acto como el de aquella noche, que en todo caso no superaría las 10.000 personas. Sin embargo, las entradas recogidas en urnas y contabilizadas en el juzgado superan las 16.000. Además, Diviertt había pagado por el alquiler del recinto la tasa correspondiente a un aforo no superior a las 5.000 personas, lo que se enmarcaría en las muchas irregularidades denunciadas en la relación contractual entre el Ayuntamiento y Diviertt
Al cumplirse prácticamente un año de la tragedia, y con casi 10.000 folios de instrucción en el Juzgado, la investigación de la tragedia se centra en el exceso de aforo y la apertura irregular del portón de carga que da acceso a la pista, más otros cuatro puntos que, en gran parte, determinarán la responsabilidad legal y patrimonial del Ayuntamiento de Madrid:  
1. La configuración urbanística y la situación legal del Madrid Arena. Un acta policial de 2006 denuncia que el Madrid Arena carece de licencia de funcionamiento, al no cumplir los requisitos de evacuación y emergencia.[9][10] A este respecto, el Ayuntamiento argumenta que la Ley del Suelo de la Comunidad de Madrid, en su artículo 151, permite a los Consistorios no tener que pedirse licencia a sí mismos, sin que eso implique que los edificios cumplan la normativa.
2. La contratación del recinto por Diviertt y las relaciones entre Miguel Ángel Flores con algunos altos cargos del Ayuntamiento, como el vicealcalde Villanueva. Según algunas interpretaciones, Diviertt no podría haber alquilado el recinto al tener entonces deudas con la Seguridad Social.[11]
3. El papel de los servicios de seguridad aquella noche, es decir, el nulo control de la situación por parte de la Policía Municipal (cuando se estaba celebrando un macrobotellón en los alrededores del Madrid Arena) y el papel de Seguriber en el interior del recinto, con un nulo control de las cámaras de seguridad que ya advertían del problema de saturación del recinto. Antes de la avalancha mortal se produjeron otras de menor importancia.
4. La inexistencia de unos servicios médicos mínimamente dotados. Flores contrató como servicio sanitario al exconcejal del PP Simón Viñals, que prestó servicio acompañado de su hijo, funcionario del Ayuntamiento.
5. Existe además un claro vacío de responsabilidad por parte de los Responsables de la empresa de seguridad Seguriber SL, que ni han sido llamados a declarar ni han sido imputados, aún a pesar de que la Ley de Seguridad Privada, les otorga la responsabilidad de las acciones de los Vigilantes que a entender del Juez Palop, deben estar imputados.Ahondando aún más se produce una clara contradicción en la instrucción del caso ya que imputa a aquellos que bajo las órdenes de la policía y según establece la misma Ley, vienen obligados a acatar las instrucciones que por parte de estos reciban, pero sin embargo no hay imputado ninguno de los policías que aquella noche se encontraban de servicio junto a los mismos vigilantes que si lo están, marcando únicamente el criterio de imputar a los mandos policiales por omisión en la investigación.

### Controversia
- El empresario de eventos y dueño de Diviertt Miguel Ángel Flores también ha abierto en varias ocasiones la discoteca «Adraba» (anteriormente conocida como «Alcalá 20») sin licencia.[12] Finalmente el TSJM obligó al Ayuntamiento, que le exigía importantes mejoras de seguridad, a concederle licencia y permitir la apertura.[13]
- Divertt presumió ante el Ayuntamiento de haber superado el aforo del Madrid Arena. Además, habrían superado el aforo en todos sus eventos desde 2006.[14]
- El Samur cree que Carlos Viñals (funcionario y cargo de confianza en el Ayuntamiento de Madrid) y su padre el doctor Simón Viñals (exconcejal del Partido Popular), que dirigía el equipo médico de la fiesta, no actuaron correctamente con las fallecidas.[15]
- El médico Simón Viñals, que fue contratado por Diviertt para la macrofiesta, no podía ejercer como facultativo desde el año 2005[16][17]
- El evento Madrid Arena , y su posterior tragedia ha provocado discusiones entre los miembros del PP y a su vez con el resto de los partidos políticos. Las nefastas consecuencias de la fiesta está ocasionando multitud de disputas para averiguar sobre quién recae la responsabilidad de lo ocurrido
- Ana Botella fue criticada por no haber cancelado al día siguiente de la tragedia su viaje planeado a un spa de lujo en Lisboa con motivo del puente de Todos los Santos[18]
- El presidente de la comunidad autónoma Ignacio González, pidió responsabilidades a Ana Botella y le dijo que no se enteró de lo que estaba pasando
- Ni Ayuntamiento ni Diviertt avisaron a Samur ni a Bomberos de que se iba a celebrar la macrofiesta[19]
- El Ayuntamiento sabía desde 2010 los fallos de seguridad del Madrid Arena[20]
- El Ayuntamiento de Madrid destinó únicamente a 12 agentes de policía para un evento de 16.000 personas.[21]
- La empresa de Seguridad mantenía un Plan de Seguridad que nadie revisó y que no fue aplicado.

## Dimisiones
- 13 de noviembre de 2012: Pedro Calvo, tercer teniente de alcalde y delegado de Economía, Empleo y Participación Ciudadana,
- 9 de enero de 2013: Miguel Ángel Villanueva, Vicealcalde de Madrid
- 4 de febrero de 2013: Antonio de Guindos, delegado de Medio Ambiente y Movilidad del Ayuntamiento de Madrid.[22]